# Katehin-5-O-glukozid
Katehin 5-O-glukozid je flavanol glukozid. On je prisutan u ruvenu i kori Rhaphiolepis umbellata. On se isto takom može formirati iz (+)-katehina u kulturama biljnih ćelija Eucalyptus perriniana.